# Époisses
 Époisses  ist eine französische Gemeinde mit 724 Einwohnern (Stand 1. Januar 2022) im Département Côte-d’Or in der Region Bourgogne-Franche-Comté; sie gehört zum Arrondissement Montbard und zum Kanton Semur-en-Auxois.
Époisses ist bekannt für seinen aus Kuhmilch hergestellten gleichnamigen Käse.

## Geografie
Époisses liegt in der Landschaft Auxois an der Grenze zum Département Yonne, etwa 23 Kilometer südwestlich von Montbard – großräumiger gesehen etwa in der Mitte zwischen den Städten Dijon und Auxerre. Die nach Westen und Süden abfließenden Bäche im Gemeindegebiet gehören zum Einzugsgebiet des Serein. Der etwa 0,5 km² umfassende Stausee Étang d’Époisses westlich des Kernortes dient dem Hochwasserschutz. Die bis auf den Nordwesten (Bois de la Chapelle) waldarme Landschaft fällt allmählich nach Westen hin ab und erreicht mit 320 m über dem Meer im Südosten den höchsten Punkt. Umgeben wird Époisses von den Nachbargemeinden Corsaint im Norden, Corrombles im Nordosten, Torcy-et-Pouligny im Osten, Torcy-et-Pouligny im Süden, Forléans im Südosten, Montberthault im Süden, Vieux-Château im Südwesten, Toutry im Westen sowie Guillon-Terre-Plaine im Westen.
Zu Époisses gehören die Ortsteile Changy. Époisotte, La Rue aux Bourgeois, Plumeron und Foux.
Époisses ist Endstation einer heute dem Tourismus vorbehaltenen, 1876 eröffneten Bahnlinie von Venarey-les-Laumes über Semur-en-Auxois (Chemin de fer Touristique de l'Auxois). Der Verein acta ist Betreiber des Dieseltriebwagens aus den 1970er Jahren, der auf dieser Strecke an den Wochenenden von Juni bis September planmäßig verkehrt.

## Bevölkerungsentwicklung
| Jahr                       | 1962 | 1968 | 1975 | 1982 | 1990 | 1999 | 2008 | 2018 |
| Einwohner                  | 619  | 696  | 702  | 820  | 794  | 721  | 802  | 791  |
| Quellen: Cassini und INSEE |      |      |      |      |      |      |      |      |

## Sehenswürdigkeiten
- Schloss Époisses (Monument historique)[2] mit Taubenturm
- Kirche Saint-Symphorien

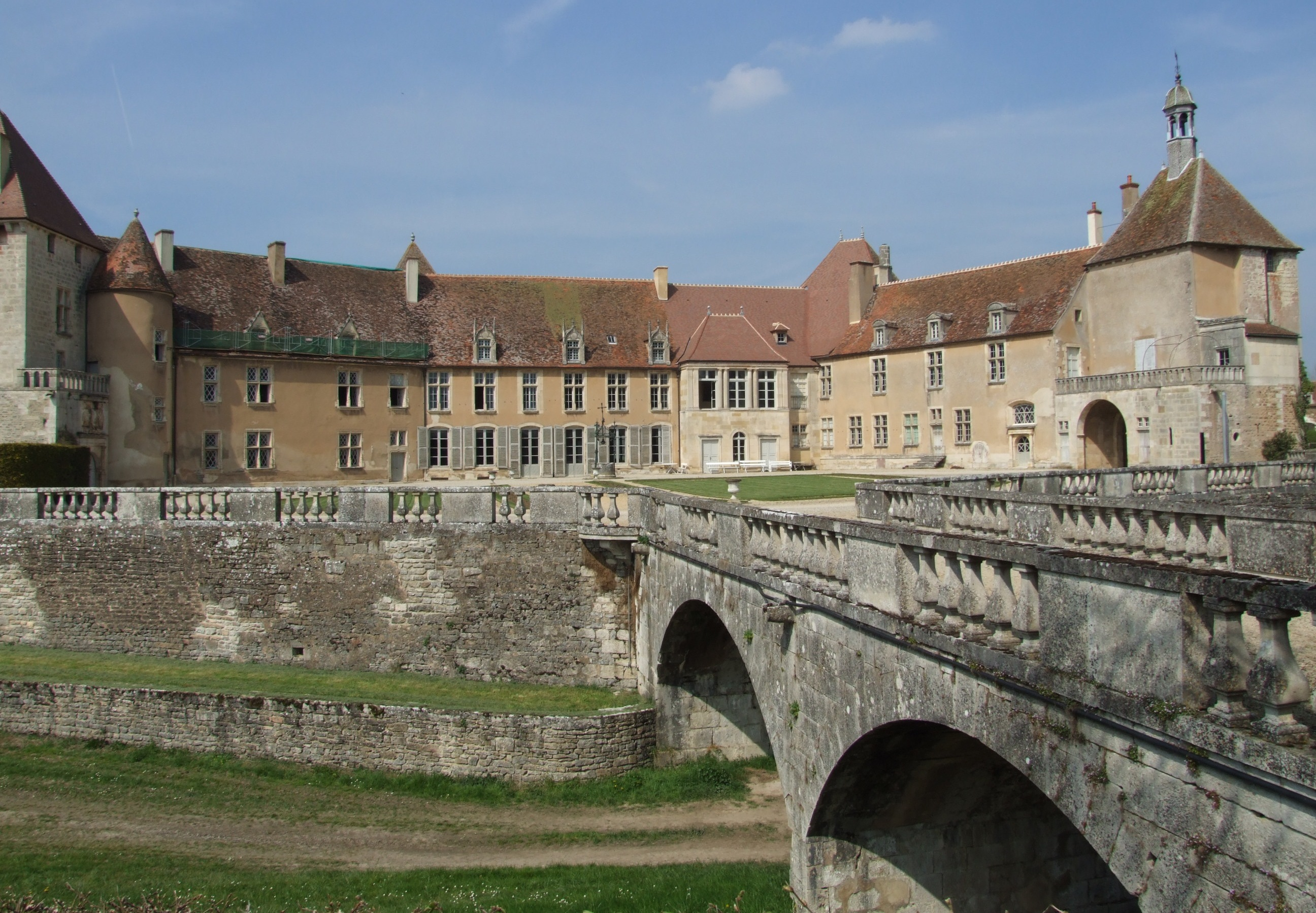
Schloss Époisses
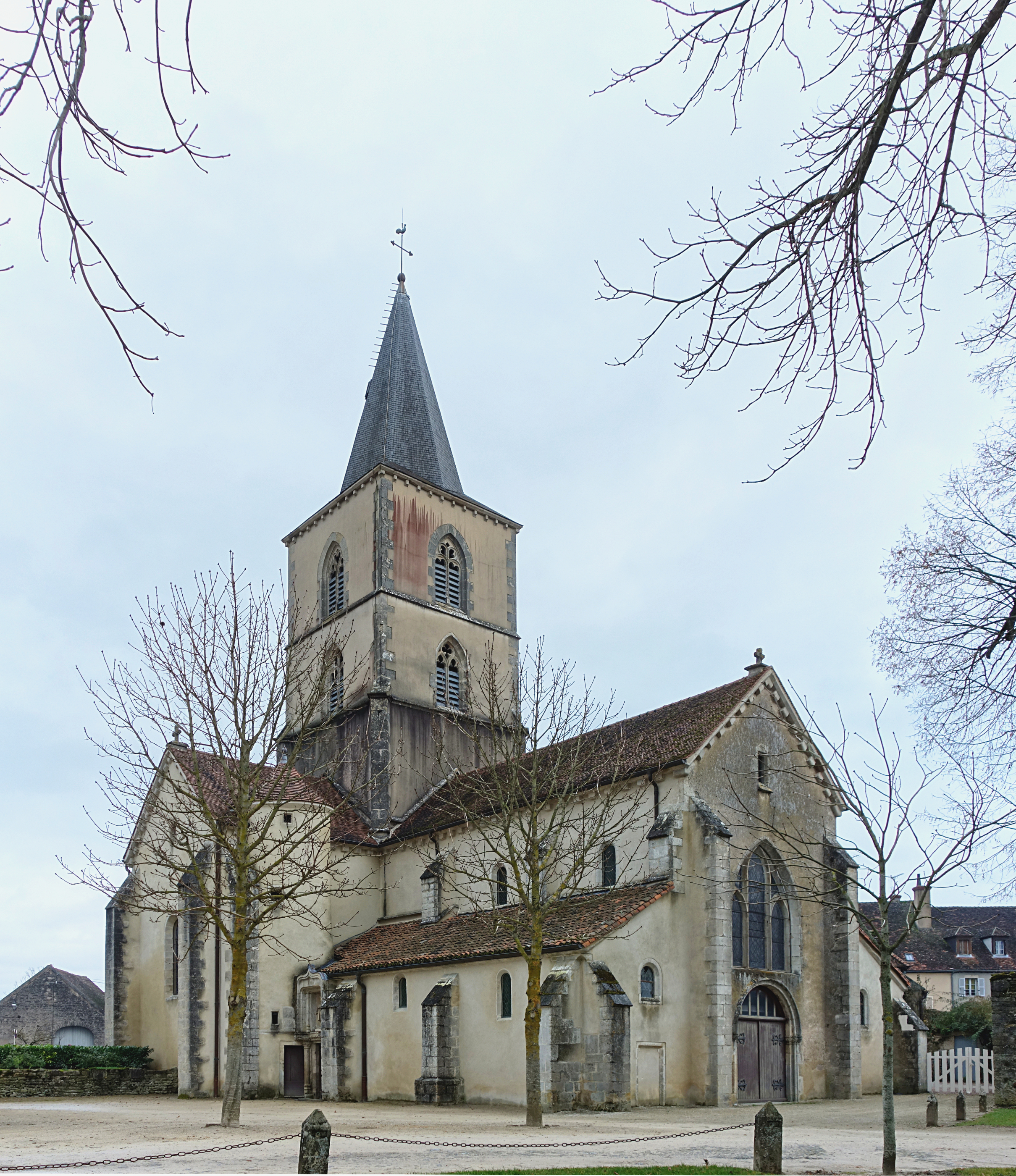
Kirche Saint-Symphorien

## Gemeindepartnerschaft
- Lörzweiler in Rheinhessen, Deutschland